# Катловце
Катловце (слч. Kátlovce) насељено је мјесто са административним статусом сеоске општине (слч. obec) у округу Трнава, у Трнавском крају, Словачка Република.

## Становништво
| Година:    | 1994. | 2004.   | 2014.   | 2024.   |
| ---------- | ----- | ------- | ------- | ------- |
| Број људи: | 1048  | 1093    | 1170    | 1128    |
| Разлика:   |       | +4,29 % | +7,04 % | -3,58 % |

| Година:    | 2023. | 2024.   |
| ---------- | ----- | ------- |
| Број људи: | 1140  | 1128    |
| Разлика:   |       | -1,05 % |

Према подацима о броју становника из 2024. године насеље је имало 1128 становника.